# 蔡桥村 (兖州市)
蔡桥村(蔡家桥)，中国山东省济宁市兖州市漕河镇所辖的一个行政村，位于该镇南部。村庄始建于明代初年。因蔡氏立村，曾名蔡家村，因道光年间修桥，蔡氏出金最多，为纪念此事，故更名蔡家桥。面积0.28平方千米(420亩)，总人口306。邮编272113。行政区划代码370882107201。